# Mariella Nava
Mariella Nava, nom de scène de Maria Giuliana Nava (née à Tarente le 3 février 1960) est un auteur-compositeur-interprète italien. 

## Biographie
Maria Giuliana Nava est née à Tarente. Elle  fait ses débuts officiels de compositeur en 1985 avec la chanson Questi figli, envoyée par courrier à Gianni Morandi qui l' inclut dans l'album Uno su mille, . En 1987, elle entame une collaboration avec les producteurs Antonio Coggio et Roberto Davini et  fait ses débuts au Festival de Sanremo avec la chanson Fai piano,. 
Entre 1987 et 2005, elle participe huit fois au festival de Sanremo, se classant troisième en 1999 avec la chanson Così è la vita,. En tant que compositeur, elle a collaboré avec Andrea Bocelli, Renato Zero, Lucio Dalla, Mango, Amii Stewart, Ornella Vanoni, Loredana Bertè, Eduardo De Crescenzo, Mietta et Gigi D'Alessio, entre autres,. En 2005, sa chanson It's Forever, chantée en duo avec Dionne Warwick, est choisie comme chanson officielle des Championnats du monde de ski alpin 2005 de  Bormio . 

## Discographie

### Album
- 1988 : Per paura o per amore
- 1989 : Il giorno e la notte
- 1991 : Crescendo
- 1992 : Mendicante e altre storie
- 1994 : Scrivo
- 1994 : Uscire (collection avec une chanson inédite)
- 1998 : Dimmi che mi vuoi bene
- 1999 : Così è la vita
- 2000 : Pazza di te
- 2002 : Questa sono io
- 2004 : Condivisioni
- 2007 : Dentro una rosa
- 2012 : Tempo mosso
- 2013 : Sanremo si, Sanremo no (collection avec deux chansons inédites)